# Стара Кремнічка
Стара Кремнічка (словац. Stará Kremnička) — село, громада округу Ж'яр-над-Гроном, Банськобистрицький край, центральна Словаччина, регіон Теков. Кадастрова площа громади — 13,5 км².
Населення 1134 особи осіб (станом на 31 грудня 2017 року).

## Історія
Стара Кремнічка згадується в 1442 році.

## Населення
| Рік:            | 1994. | 2004.    | 2014.   | 2024.   |
| --------------- | ----- | -------- | ------- | ------- |
| Кількість осіб: | 943   | 1079     | 1097    | 1100    |
| Різниця:        |       | +14,42 % | +1,66 % | +0,27 % |

| Рік:            | 2023. | 2024.   |
| --------------- | ----- | ------- |
| Кількість осіб: | 1118  | 1100    |
| Різниця:        |       | -1,61 % |